# Гаплогруппа K1 (мтДНК)
Гаплогруппа K1 — гаплогруппа митохондриальной ДНК человека.

## Субклады
- K1
  - K1a
  - K1b
  - K1c
  - K1-a
    - K1d
    - K1e
    - K1f

## Происхождение
Митохондриальная гаплогруппа K1 выделилась из родительской K в период палеолита, на основании расчётов компании YFull выполненных по снип-маркерам это произошло около 20 000 лет назад. Предполагается что гаплогруппа появилась на Ближнем Востоке и затем распространилась по всей Евразии.

## Палеогенетика
- K1 определена у волосовца или льяловца BER001 из ярославского могильника Берендеево (4447–4259 лет до н. э.)
- Культура колоколовидных кубков | Кромсдорф, Германия | 2600–2500 BC | R1b : K1
- Гаплогруппа K1 выявлена у образцов с кладбища в Кулубнарти в Судане (550—800 года)[1].
- Cedynia 119 | Цедыня, Польша | 900-1400 н.э. | K1

## Публикации
- Emerging genetic patterns of the european neolithic: Perspectives from a late neolithic bell beaker burial site in Germany. American Journal of Physical Anthropology (3 мая 2012).
- Anna Juras. Etnogeneza Słowian w świetle badań kopalnego DNA (11 июня 2012).
- Genetic ancestry changes in Stone to Bronze Age transition in the East European plain (3 июля 2020).